# WTA do Rio de Janeiro de 2016 - Duplas
Na decisão da chave de duplas, as sul-americanas levaram a melhor sobre as europeias. A argentina María Irigoyen e a paraguaia Veronica Cepede Royg conquistaram o título da chave de duplas com a vitória sobre a britânica Tara Moore e a suíça Conny Perrin por 2 sets a 0, com parciais de 6/1 e 7/6 (7-5).